# Gustavianum
O Gustavianum é um edifício de Uppsala, situado na parte velha da cidade, onde está atualmente instalado o Museu Gustaviano (Museum Gustavianum). Foi erigido inicialmente em 1620, por ordem do rei Gustavo II, segundo projeto do arquiteto Caspar van Panten. É o edifício mais antigo da Universidade de Uppsala. Ainda no século XVII, Olof Rudbeck desenhou e construiu no local o Teatro Anatómico, onde ele próprio executava dissecções frente a um auditório com capacidade para 200 espectadores. Em 1996, foi inaugurado o Museu Gustaviano.